# Маште
Маште је насеље у општини Беране у Црној Гори. Према попису из 2003. било је 206 становника (према попису из 1991. било је 216 становника).

## Географски положај
Маште се налази североисточно у односу на Беране, и до њега се стиже регионалним путем (око 6 km) који из Берана иде преко реке Лим, па кроз село Будимљу.
Надморска висина на којој се налази село Маште, креће се између 700 и 900m. Конфигурација терена у селу је планинска, што је типично за североисток Црне Горе. У селу и широј околини има доста шума (како листопадних тако и четинарских) али и ливада, и један поток. Са јужне стране села се налази брдо Јејевице, (чији се врх може сматрати највишом тачком села), док се са западне стране налази брдо Тивран (око 1150 мнв).
Житељи Машта и околних села су српске и црногорске националности и православне вероисповести. Конфигурација терена и клима дају добре услове за сточарство. Ипак, у задњих 15 - 20 година приметан је константан пад интересовања за бављење сточарством. Од воћа најзаступљеније су јабука и шљива.
Маште има водовод и асфалтни пут. Због незапослености и лошег стандарда у општини Беране млади радо напуштају Маште, тако да се број становника из генерације у генерацију смањује.

## Презимена породица у селу
У селу живе породице: Обадовићи , Бајићи, Стијовићи, Матовићи, Стојановићи, Михајловићи, Митровићи, Изгаревићи, Радошевићи, Губеринићи, Божовићи, Вукадиновићи и други

## Најближа суседна села
Драгосава, Бабино, Горажде и Будимља су најближа суседна села. До другог св. рата наведена села (осим Будимље, а са селима Заграђе и Тмушићи) су са Маштем чинила једну целину, и имала су статус општине (општина Полица). По завршетку другог св. рата сва села су потпала под територију општине Беране (Иванград).

## Демографија
У насељу Маште живи 156 пунолетних становника, а просечна старост становништва износи 38,5 година (35,0 код мушкараца и 42,3 код жена). У насељу има 61 домаћинство, а просечан број чланова по домаћинству је 3,38.
Ово насеље је углавном насељено Србима (према попису из 2003. године), а у последња три пописа, примећен је пад у броју становника.
|  |

| Демографија | Демографија | Демографија |
| Година      | Становника  | Становника  |
| ----------- | ----------- | ----------- |
|             |             |             |
|             |             |             |
|             |             |             |
|             |             |             |
| 1948.       | 356         |             |
| 1953.       | 354         |             |
| 1961.       | 305         |             |
| 1971.       | 271         |             |
| 1981.       | 243         |             |
| 1991.       | 216         | 209         |
| 2003.       | 210         | 206         |
|             |             |             |

| Етнички састав према попису из 2003.‍ | Етнички састав према попису из 2003.‍ | Етнички састав према попису из 2003.‍ | Етнички састав према попису из 2003.‍ | Етнички састав према попису из 2003.‍ |
| ------------------------------------ | ------------------------------------ | ------------------------------------ | ------------------------------------ | ------------------------------------ |
|                                      |                                      |                                      |                                      |                                      |
| Срби                                 | Срби                                 |                                      | 141                                  | 68,44%                               |
| Црногорци                            | Црногорци                            |                                      | 41                                   | 19,90%                               |
| Муслимани                            | Муслимани                            |                                      | 1                                    | 0,48%                                |
| Југословени                          | Југословени                          |                                      | 1                                    | 0,48%                                |
| непознато                            | непознато                            |                                      | 5                                    | 2,42%                                |

| Година пописа     | 1948. | 1953. | 1961. | 1971. | 1981. | 1991. | 2003. |
| ----------------- | ----- | ----- | ----- | ----- | ----- | ----- | ----- |
| Број домаћинстава | 74    | 76    | 75    | 68    | 63    | 58    | 62    |

| Број чланова      | 1  | 2  | 3 | 4 | 5 | 6  | 7 | 8 | 9 | 10 и више | Просек |
| ----------------- | -- | -- | - | - | - | -- | - | - | - | --------- | ------ |
| Број домаћинстава | 61 | 16 | 9 | 7 | 9 | 10 | 7 | 2 | 0 | 1         | 0      |

| Пол    | Укупно | Неожењен/Неудата | Ожењен/Удата | Удовац/Удовица | Разведен/Разведена | Непознато |
| ------ | ------ | ---------------- | ------------ | -------------- | ------------------ | --------- |
| Мушки  | 79     | 27               | 48           | 3              | 1                  | 0         |
| Женски | 84     | 17               | 46           | 15             | 4                  | 2         |
| УКУПНО | 163    | 44               | 94           | 18             | 5                  | 2         |

| Пол    | Укупно                    | Пољопривреда, лов и шумарство | Рибарство                            | Вађење руде и камена | Прерађивачка индустрија       |
| ------ | ------------------------- | ----------------------------- | ------------------------------------ | -------------------- | ----------------------------- |
| Мушки  | 27                        | 5                             | 0                                    | 0                    | 7                             |
| Женски | 11                        | 0                             | 0                                    | 0                    | 4                             |
| УКУПНО | 38                        | 5                             | 0                                    | 0                    | 11                            |
| Пол    | Производња и снабдевање   | Грађевинарство                | Трговина                             | Хотели и ресторани   | Саобраћај, складиштење и везе |
| Мушки  | 0                         | 0                             | 2                                    | 2                    | 2                             |
| Женски | 0                         | 0                             | 0                                    | 0                    | 0                             |
| УКУПНО | 0                         | 0                             | 2                                    | 2                    | 2                             |
| Пол    | Финансијско посредовање   | Некретнине                    | Државна управа и одбрана             | Образовање           | Здравствени и социјални рад   |
| Мушки  | 1                         | 0                             | 4                                    | 1                    | 0                             |
| Женски | 1                         | 0                             | 0                                    | 3                    | 3                             |
| УКУПНО | 2                         | 0                             | 4                                    | 4                    | 3                             |
| Пол    | Остале услужне активности | Приватна домаћинства          | Екстериторијалне организације и тела | Непознато            | Непознато                     |
| Мушки  | 2                         | 0                             | 0                                    | 1                    | 1                             |
| Женски | 0                         | 0                             | 0                                    | 0                    | 0                             |
| УКУПНО | 2                         | 0                             | 0                                    | 1                    | 1                             |